# Vicente Fox
Vicente Fox Quesada (Guanajuato, 2 de julho de 1942) é um político democrata cristão mexicano. Foi presidente do México de 2000 a 2006.
É filiado ao Partido da Ação Nacional (PAN). Foi o primeiro candidato deste partido que venceu as eleições, depois de 70 anos de governo do Partido Revolucionário Institucional (PRI). Sua vitória foi o que muitos mexicanos chamavam de "o princípio da democracia no México".
Fox tem vários filhos, todos adotados.
Vicente Fox foi presidente da empresa Coca Cola da América Latina, e, depois, governador do estado de Guanajuato, onde morava antes de se mudar para a residência presidencial em Los Pinos.
Actualmente, é vice-presidente da Internacional Democrata Centrista.

## Antecedentes
Filho da espanhola, de origem basca, Mercedes Quesada Etxaide e do mexicano José Luís Fox Pont (cujo pai era americano de origem alemã), Vicente Fox passou seus primeiros anos de vida no Rancho San Cristobal, no município de San Francisco del Rincón, na companhia dos seus oito irmãos. Cursou a maior parte de seus estudos básicos em instituições católicas, como o Colégio de La Salle Leão e o Instituto Leão e Lux.
Licenciou-se em administração empresarial, na Universidade Iberoamericana, em 1964.
Em 1965, passou a trabalhar na Coca-Cola latino-americana, primeiramente como distribuidor local e depois como supervisor de rota de caminhões distribuidores. Em 1970, foi promovido a Diretor Nacional de Operações; em 1971 a Diretor de Mercado, para em onze anos atingir a presidência da divisão latino-americana da empresa, tornando-se o diretor executivo mais jovem a chefiar a transnacional. Por estas facetas, decide cursar Diplomado de Alta Gerência na Universidade de Harvard, posteriormente renunciando à presidência da Coca-Cola, em 1979, para dedicar-se a seus negócios, que giram em torno da agropecuária e dos alimentícios.

## Início da Vida Pública
Em 1980, inicia os trâmites para adoção de seus filhos: Ana Cristina Fox de La Concha, Vicente Fox de La Concha, Paulina Fox de La Concha e Rodrigo Fox de La Concha.
Em meados dos anos 1980, começa a participar de atividades públicas no estado mexicano de Guanajuato, onde funda o Patronato de la Casa Cuna "Amigo Daniel", destinado ao acolhimento de crianças órfãs, tudo isso com o apoio de organizações governamentais, iniciativas privadas e grupos católicos.
Com o apoio de Manuel J. Clouthier, decide afiliar-se ao Partido da Ação Nacional (PAN), em 1 de março de 1988. Nesse mesmo ano, Fox obtém seu primeiro cargo político, ao vencer a disputa federal pelo III Distrito Eleitoral Federal de Guanajuato. Nessa Legislatura Federal, foi Coordenador das Comissões Agropecuárias, da divisão do PAN.

### Governador
Três anos depois, disputa o governo de Guanajuato, contra o candidato do PRI, Ramón Aguirre Velásquez.
Mas, apesar de o PRI ter obtido, oficialmente, a maioria de votos, foram descobertos cheques do governo estadual para o financiamento da campanha de Velásquez. Em 30 de agosto do mesmo ano, o Congresso Estadual nomeia Carlos Medina Plascência para o governo de Guanajuato.
Nas eleições de 1995, é eleito governador de Guanajuato, com 58% dos votos, contra 38% do candidato do PRI, Ignácio Vásquez Torres.

### Campanha Presidencial
Desde 1997, Vicente Fox já vinha manifestando interesse por ocupar a presidência da república mexicana. Lança, então, sua candidatura em 14 de novembro de 1999, filiado ao PAN.
Em 2000, representando a Aliança pela Mudança (composta pelos Partido da Ação Nacional e pelo Partido Verde Ecologista do México), Fox consegue um histórico triunfo sobre o Partido da Revolução Institucional (PRI), com quase 42,5% de votos válidos, suficientes para a sua eleição, já que no México não há segundo turno.

## Presidência do México
Vicente Fox assumiu a presidência mexicana em 1 de dezembro de 2000, com um dos índices de popularidade mais altos da história mexicana recente. Todavia, esse índice declinou, principalmente por desacordos em torno das mudanças que seu governo trazia, sendo criticado pela oposição e por supostos atos de irresponsabilidade de sua parte.
Então, aconselhado por seu ministro da fazenda, Francisco Gíl Días, promove uma reforma fiscal, com o intuito de congelar o valor agregado de imposto sobre alimentação, saúde, educação e publicações, mas, a reforma foi rejeitada pelo Congresso.
Em 2 de julho de 2001, ano em que completava um ano de governo, Fox oficializa matrimônio com sua porta-voz, Marta Sahagún Jiménez, antiga colaboradora em Guanajuato.

### Política Exterior
Perto do Presidente dos EUA George W. Bush, apoiou em 2002 a criação do United States Northern Command, um comando militar para supervisionar a parte norte do continente.
As relações com os EUA chegaram a um momento de tensão em 2004, quando o governo de Fox manifestou publicamente, no Conselho de Segurança da ONU, sua rejeição à super-potência pela Guerra do Iraque, justo quando o México tentava um acordo com os EUA sobre a migração nos dois países.
Dirigiu, também, várias críticas ao Mercosul, por causa da rejeição da ALCA. Com o Brasil, a quem havia firmado um acordo de amizade e cooperação, que incluía a abolição recíproca de vistos, Vicente Fox rompeu bruscamente, passando a exigir vistos a cidadão deste país e do Equador.
Em Novembro de 2005, a Fox recordou o seu embaixador na Venezuela após ter sido chamado de "cão de colo do Império" por Hugo Chávez, que criticou o seu apoio ao Acordo de Comércio Livre das Américas proposto pelos EUA.
Ficou debaixo de fogo em Maio de 2005 por dizer que os emigrantes mexicanos nos Estados Unidos estavam a ser forçados a fazer um trabalho que "mesmo os negros não querem fazer". O político afro-americano Jesse Jackson denunciou as observações racistas e pediu à Fox que pedisse desculpa.

### Fim do Mandato
Faltando três meses para o fim de seu mandato, Fox comunica à população que não tentaria galgar à tribuna legislativa, e rendera esta mensagem como último comunicado de seu governo, devido à grande crise e instabilidade política que enfrentava.
Em 1 de dezembro de 2006, Vicente Fox entrega a presidência da República a Felipe Calderón, também filiado ao PAN.

## Pós-presidência
Após deixar a presidência, Fox prometeu criar um Centro de Estudos, Biblioteca e um Museu, próximos ao seu rancho em San Cristobal, Guanajuato. Também prometeu lutar, por toda a América, pela democracia e pelo fim do populismo.
O alegado aumento dos seus bens levantou suspeitas de enriquecimento ilegal.
Foi expulso do Partido de Ação Nacional em 2013.
Em entrevistas às redes americanas CNN e FOX, defendeu o seu governo, mesmo tendo recebido críticas por parte de conservadores americanos devido ao problema de migração mexicana e ele também comparou Donald Trump com Hitler em 2017.